# Automeris cecrops
Automeris cecrops är en fjärilsart som beskrevs av Jean Baptiste Boisduval 1875. Automeris cecrops ingår i släktet Automeris och familjen påfågelsspinnare. Inga underarter finns listade i Catalogue of Life.